# NGC 6532
NGC 6532 је спирална галаксија у сазвежђу Змај која се налази на NGC листи објеката дубоког неба.
Деклинација објекта је + 56° 13' 55" а ректасцензија 17h 59m 13,8s. Привидна величина (магнитуда) објекта NGC 6532 износи 14,0 а фотографска магнитуда 14,7. Налази се на удаљености од 69,323 милиона парсека од Сунца. NGC 6532 је још познат и под ознакама UGC 11085, MCG 9-29-45, CGCG 278-42, IRAS 17583+5613, PGC 61220.